# Pianista

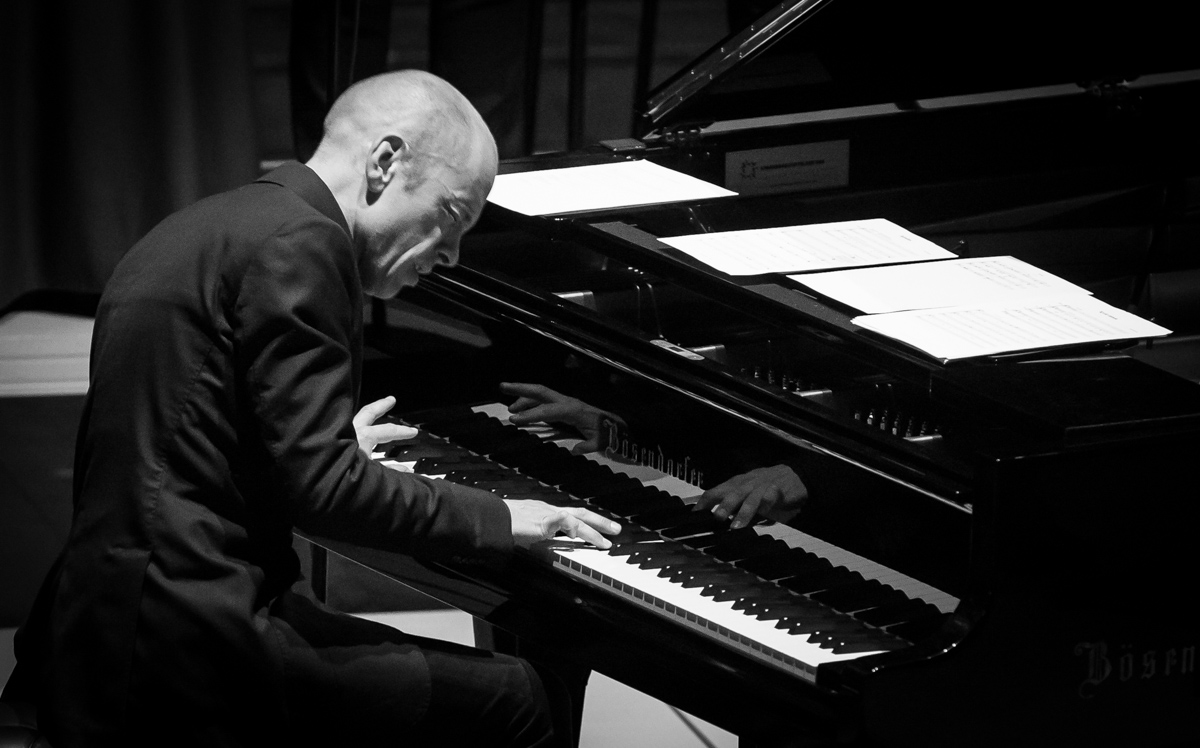

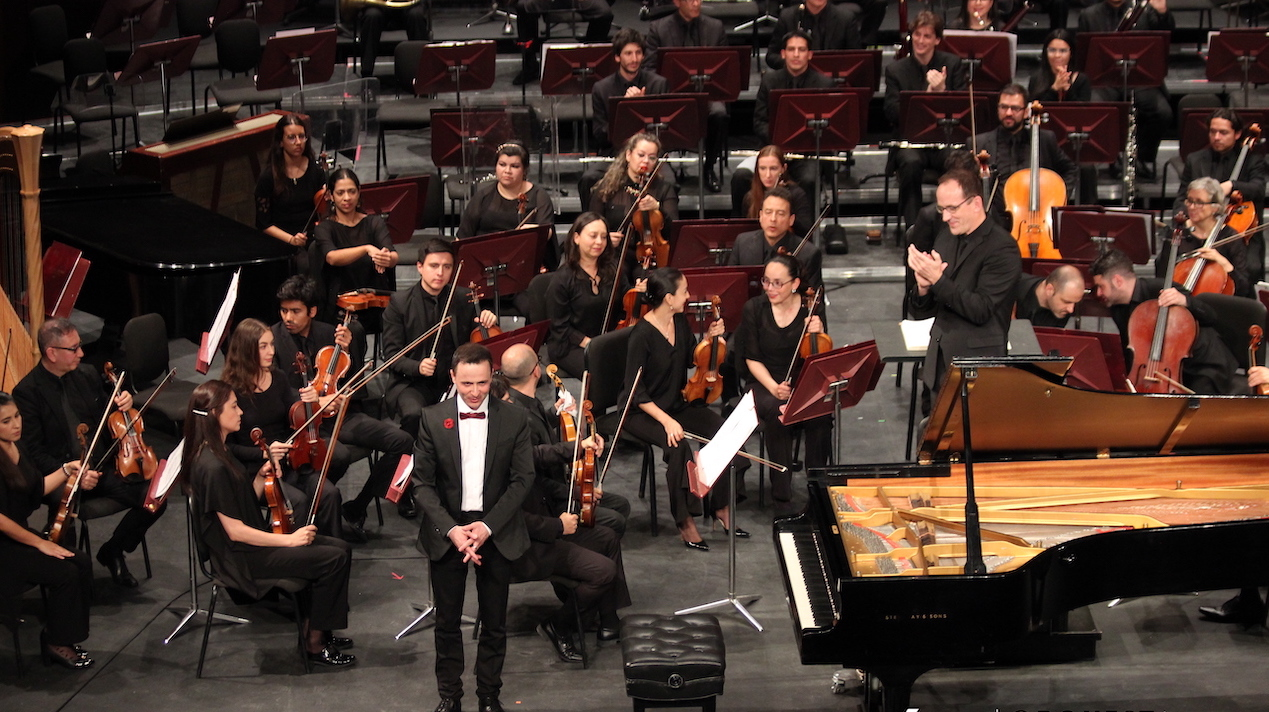

Un pianista es una persona que toca el piano. La mayoría de las formas de la música occidental pueden usar el piano. En consecuencia, los pianistas pueden elegir de entre una amplia variedad de repertorio y estilos, lo que incluye la música tradicional clásica, el jazz, el blues, el rock y todo tipo de música popular. Hasta cierto punto, la mayoría pueden tocar otros instrumentos relacionados con el teclado, como el sintetizador, el clavecín, la celesta, el órgano y otros.[cita requerida]

## Clásicos
Mozart tuvo una gran fama como pianista, y llegó a ser considerado "el mejor intérprete de teclado de Viena". Ludwig van Beethoven y Muzio Clementi también obtuvieron reconocimiento como pianistas clásicos, como así también Franz Liszt, Johannes Brahms, Frédéric Chopin, Felix Mendelssohn, Tony Ashton, James Peace y Serguéi Rajmáninov. Al no existir grabaciones de estos pianistas, solo se tienen referencias escritas de su técnica y estilo, además, por supuesto, de sus composiciones.[cita requerida]